# Rhinolophus formosae
Rhinolophus formosae és una espècie de ratpenat de la família dels rinolòfids. Viu a Taiwan. El seu hàbitat natural són en els boscos primaris situats a la regió central de Taiwan. No hi ha cap amenaça significativa per a la supervivència d'aquesta espècie, tot i que està afectada per la desforestació com a resultat de l'expansió del desenvolupament d'infraestructures per a l'habitatge, la indústria, carreteres, etc., així com l'agricultura a gran escala, és una amenaça a les terres baixes de Taiwan.